# 李文渊
李文渊，汉军正红旗人，清朝政治人物。监生。

## 生平
李文渊于1714年接替胡克宽任松江府知府一职，1718年由王廷实接任。